# Nikolai Alho
Nikolai Alho est un footballeur international finlandais né le 12 mars 1993 à Helsinki. Il évolue au poste d'arrière droit au Volos FC.

## Biographie

### En club
Nikolai Alho est formé au Klubi-04,.
En 2012, il est transféré au HJK Helsinki,.
Il est prêté immédiatement au FC Lahti pour l'année 2012,.
Comme il a pu disputer quelques matchs avant son prêt, il est sacré Champion de Finlande en 2012 avec l'HJK,.
Il remporte consécutivement deux championnats en 2013 et 2014, cette même année il réalise le doublé coupe-championnat,.
Lors de la saison 2014-2015, il participe à la phase de groupe de la Ligue Europa (trois matchs joués, avec pour résultats deux victoires et une défaite). 
En 2017, il rejoint le club suédois du Halmstads BK,.
De retour en 2018 à l'HJK Helsinki, Alho remporte à nouveau le championnat en 2018,.
Le club réalise à nouveau le doublé coupe-championnat en 2020,.
Depuis 2021, il est joueur du club hongrois du MTK Budapest FC,.

### En équipe nationale
International finlandais, il reçoit sa première sélection en équipe de Finlande lors d'un match amical contre Oman le 24 janvier 2014 (match nul 0-0),.
Il est par la suite membre des 26 joueurs sélectionnés par Markku Kanerva pour disputer l'Euro 2020, première compétition internationale officielle de l'histoire pour les Finlandais. Le 21 juin 2021, il débute sur le banc pour le dernier match de la Finlande à l’Euro 2020 face à la Belgique mais entre en jeu en remplaçant Jere Uronen à la 70e minute. Alho dispute un seul des trois matchs du tournoi face à  la Belgique (défaite 0-2) donc. Avec un bilan d'un nul et deux défaites, la Finlande est éliminée dès le premier tour.

## Palmarès
HJK Helsinki
- Championnat de Finlande (5) :
  - Vainqueur : 2012, 2013, 2014, 2018 et 2020.

- Coupe de Finlande (2) :
  - Vainqueur : 2014 et 2020.
  - Finaliste : 2018.

## En dehors du football
Alho est également connu dans le monde de la musique. Son premier single "Standing Right Here" est devenu viral sur YouTube et a également atteint les stations de radio en Finlande en 2013. Alho a été remarqué par le duo finlandais JVG la même année et a signé un accord avec leur label, PME Records et Warner Music Group en décembre 2013. Son contrat avec PME Records et WMG a pris fin en novembre 2014. Alho a déclaré qu'il continuerait à faire de la musique comme un loisir mais qu'il ne signerait pas à nouveau avec un grand label avant la fin de sa carrière de footballeur.
Alho est également propriétaire d'un label indépendant, 325 Media. Les autres propriétaires sont Jesse Joronen et Valtteri Moren.